# ادريانو (لاعب كرة قدم مواليد 1999)
ادريانو هو لاعب كرة قدم برازيلي في مركز الوسط، ولد في 4 نوفمبر 1999. لعب مع نادي كروزيرو.

## وصلات خارجية
- ادريانو (لاعب كرة قدم مواليد 1999) على موقع Soccerway.com (الإنجليزية)